# Кремаски, Атилио
Атилио Кремаски Ойярсу́н (исп. Atilio Cremaschi Oyarzún; 8 марта 1923, Пунта-Аренас — 3 сентября 2007, Сантьяго) — чилийский футболист, полузащитник и нападающий.

## Карьера
Атилио Кремаски родился и вырос в городе Пунта-Аренас, в квартале, где проживали выходцы из Югославии и Хорватии. Он начал свою карьеру в местном клубе «Аудакс Итальяно», откуда в возрасте 18 лет перешёл в клуб «Унион Эспаньола». С этой командой футболист стал чемпионом страны в 1943 и 1951 годах. В 1953 году Кремаски перешёл в клуб «Коло-Коло». 2 мая он дебютировал в составе команды в матче с «Грин Кросс» (1:1). 10 мая Атилио забил первый мяч за клуб, поразив ворота «Палестино» (2:1). 9 августа нападающий сделал хет-трик в матче с «Сантьяго Морнинг» (4:1). В том же году Кремаски помог команде выиграть чемпионат Чили, а в 1956 году он повторил это достижение. В 1958 году Кремаски выиграл с «Коло-Коло» Кубок Чили. При этом футболист сыграл лишь один матч в розыгрыше, где забил три гола в матче со сборной Темуко 5 ноября. Этот матч стал последним для Кремаски в составе команды, в которой он провёл 109 игр и забил 53 гола. Завершил карьеру Атилио в 1960 году в клубе «Рейнджерс» из Тальки. За свои 20 лет карьеры Кремаски забил 174 гола.
В составе сборной Чили Кремаски дебютировал 31 января 1945 года в матче чемпионата Южной Америки с Колумбией (2:0), где вышел на замену вместо Луиса Контрераса. 19 января 1946 года он забил первый мяч за национальную команду, поразив ворота Парагвая (2:1) на очередном южноамериканском первенстве. 8 февраля того же года Кремаски забил два гола в ворота сборной Боливии. В 1949 году Атилио забил два гола на своём третьем чемпионате Южной Америки, поразив ворота Парагвая и Уругвая. Годом позже футболист поехал на чемпионат мира. Там он сыграл все три матча, а в третьей игре с командой США (5:2) забил два гола. 19 марта 1953 года Кремаски забил последний мяч за национальную команду, поразив ворота Эквадора. А 14 марта 1954 года он сыграл последний матч за сборную против Бразилии (0:1). Всего в составе сборной Чили Кремаски вышел на поле 31 раз и забил 10 голов, по другим данным он сыграл 37 матчей, по третьим данным — 34 матча, из которых шесть в 1949 году, однако три из них не подтверждаются другими источниками.
В 2009 году именем Кремаски назвали северную трибуну стадиона Санта-Лаура. В 2012 году поле в Пунта-Аренас назвали именем Кремаски. 10 марта 2023 года муниципалитет Пунта-Аренаса почтил память Кремаски за его вклад в чилийский футбол. Его именем назвали спортивный комплекс в городе.

## Международная статистика
| Матчи Атилио Кремаски за сборную Чили | Матчи Атилио Кремаски за сборную Чили | Матчи Атилио Кремаски за сборную Чили | Матчи Атилио Кремаски за сборную Чили | Матчи Атилио Кремаски за сборную Чили | Матчи Атилио Кремаски за сборную Чили | Матчи Атилио Кремаски за сборную Чили |
| ------------------------------------- | ------------------------------------- | ------------------------------------- | ------------------------------------- | ------------------------------------- | ------------------------------------- | ------------------------------------- |
| №                                     | Дата                                  | Место проведения                      | Оппонент                              | Счёт                                  | Голы                                  | Турнир                                |
| 1                                     | 31 января 1945                        | Сантьяго                              | Колумбия                              | 2:0                                   | —                                     | Чемпионат Южной Америки               |
| 2                                     | 16 января 1946                        | Буэнос-Айрес                          | Уругвай                               | 0:1                                   | —                                     | Чемпионат Южной Америки               |
| 3                                     | 19 января 1946                        | Буэнос-Айрес                          | Парагвай                              | 2:1                                   | 1                                     | Чемпионат Южной Америки               |
| 4                                     | 26 января 1946                        | Буэнос-Айрес                          | Аргентина                             | 1:3                                   | —                                     | Чемпионат Южной Америки               |
| 5                                     | 3 февраля 1946                        | Буэнос-Айрес                          | Бразилия                              | 1:5                                   | —                                     | Чемпионат Южной Америки               |
| 6                                     | 8 февраля 1946                        | Буэнос-Айрес                          | Боливия                               | 4:1                                   | 2                                     | Чемпионат Южной Америки               |
| 7                                     | 17 апреля 1949                        | Рио-де-Жанейро                        | Эквадор                               | 1:0                                   | —                                     | Чемпионат Южной Америки               |
| 8                                     | 27 апреля 1949                        | Сан-Паулу                             | Парагвай                              | 2:4                                   | 1                                     | Чемпионат Южной Америки               |
| 9                                     | 30 апреля 1949                        | Сан-Паулу                             | Перу                                  | 0:3                                   | —                                     | Чемпионат Южной Америки               |
| 10                                    | 8 мая 1949                            | Рио-де-Жанейро                        | Уругвай                               | 3:1                                   | 1                                     | Чемпионат Южной Америки               |
| 11                                    | 26 февраля 1950                       | Ла-Пас                                | Боливия                               | 0:2                                   | —                                     | Товарищеский матч                     |
| 12                                    | 12 марта 1950                         | Сантьяго                              | Боливия                               | 5:0                                   | —                                     | Товарищеский матч                     |
| 13                                    | 25 июня 1950                          | Рио-де-Жанейро                        | Англия                                | 0:2                                   | —                                     | Чемпионат мира                        |
| 14                                    | 29 июня 1950                          | Рио-де-Жанейро                        | Испания                               | 0:2                                   | —                                     | Чемпионат мира                        |
| 15                                    | 2 июля 1950                           | Ресифи                                | США                                   | 5:2                                   | 2                                     | Чемпионат мира                        |
| 16                                    | 2 апреля 1952                         | Сантьяго                              | Перу                                  | 3:2                                   | 1                                     | Панамериканский чемпионат             |
| 17                                    | 13 апреля 1952                        | Сантьяго                              | Уругвай                               | 2:0                                   | 1                                     | Панамериканский чемпионат             |
| 18                                    | 20 апреля 1952                        | Сантьяго                              | Бразилия                              | 0:3                                   | —                                     | Панамериканский чемпионат             |
| 19                                    | 25 февраля 1953                       | Лима                                  | Парагвай                              | 0:3                                   | —                                     | Чемпионат Южной Америки               |
| 20                                    | 1 марта 1953                          | Лима                                  | Уругвай                               | 3:2                                   | —                                     | Чемпионат Южной Америки               |
| 21                                    | 4 марта 1953                          | Лима                                  | Перу                                  | 0:0                                   | —                                     | Чемпионат Южной Америки               |
| 22                                    | 19 марта 1953                         | Лима                                  | Эквадор                               | 3:0                                   | 1                                     | Чемпионат Южной Америки               |
| 23                                    | 23 марта 1953                         | Лима                                  | Бразилия                              | 2:3                                   | —                                     | Чемпионат Южной Америки               |
| 24                                    | 28 марта 1953                         | Лима                                  | Боливия                               | 2:2                                   | —                                     | Чемпионат Южной Америки               |
| 25                                    | 25 мая 1953                           | Сантьяго                              | Англия                                | 1:2                                   | —                                     | Товарищеский матч                     |
| 26                                    | 12 июля 1953                          | Сантьяго                              | Испания                               | 1:2                                   | —                                     | Товарищеский матч                     |
| 27                                    | 26 июля 1953                          | Лима                                  | Перу                                  | 2:1                                   | —                                     | Кубок Пасифико                        |
| 28                                    | 28 июля 1953                          | Лима                                  | Перу                                  | 0:5                                   | —                                     | Кубок Пасифико                        |
| 29                                    | 14 февраля 1954                       | Асунсьон                              | Парагвай                              | 0:4                                   | —                                     | Квалификация чемпионата мира          |
| 30                                    | 21 февраля 1954                       | Сантьяго                              | Парагвай                              | 1:3                                   | —                                     | Квалификация чемпионата мира          |
| 31                                    | 14 марта 1954                         | Рио-де-Жанейро                        | Бразилия                              | 0:1                                   | —                                     | Квалификация чемпионата мира          |

## Достижения

### Командные
- Чемпион Чили: 1943, 1951, 1953, 1956
- Обладатель Кубка Чили: 1958

### Личные
- Футболист года в Чили по версии журнала Estadio[исп.]: 1950
- Футболист года в Чили: 1957

## Личная жизнь
Атилио был женат на Анхе́ле Рубио, с которой познакомился в Сантьяго. У пары было пять детей и 25 внуков. У него были дочери Анхела, Ана Мария, Клаудия, Тереса и сын Карлос. Внук Атилио Кремаски Язар погиб в 27 лет из-за схода лавины в горах близ Солт-Лейк-Сити.